# Phare de Staberhuk
Le phare de Staberhuk (en allemand : Leuchtturm Staberhuk) est un phare actif situé à la pointe sud-est de l'île de Fehmarn, dans l'arrondissement du Holstein-de-l'Est (Schleswig-Holstein), en Allemagne.
Il est géré par la WSV de Lübeck .

## Histoire
Le phare de Staberhuk , construit en 1903, est situé à l'est de pont du Fehmarnsund et marque, avec le phare de Flügge le passage du chenal de Fehmarn (de). Il est le plus vieux phare de l'île. Sa construction massive fut nécessaire pour être équipé de l'ancienne lanterne en fonte du phare d'Heligoland et de sa lentille de Fresnel.
Les maisons de gardiens, à proximité, sont désormais des résidences privées.

## Description
Le phare , est une tour cylindrique en brique de 22,5 m de haut, avec une galerie et une grosse lanterne circulaire. La tour est non peinte et la lanterne est rouge. Son feu à occultations émet, à une hauteur focale de 25,5 m, deux éclat blancs et verts d'une secondes, selon secteurs, par période de 16 secondes. Sa portée est de 18 milles nautiques (environ 33 km) pour le feu blanc et 14 milles nautiques (environ 26 km) pour le feu vert.
Identifiant : ARLHS : FED-226 - Amirauté : C1286 - NGA : 3192.

## Caractéristiques dufeu maritime
Fréquence : 16 secondes (W-G)
- Lumière : 1 seconde
- Obscurité : 3 secondes
- Lumière : 1 seconde
- Obscurité : 11 secondes

|             |
| Île Fehmarn |

|          |
| Le phare |

|             |
| La lanterne |

### Lien connexe
- Liste des phares en Allemagne